# Bagaran
Bagaran (arménsky Բագարան, turecky Pakran, česky Místo bohů) je historické arménské město a pevnost založená na konci 3. století př. n. l. Bylo to posvátné místo pro uctívání starověkých bohů a krátce hlavní město Arménie za vlády dynastie Bagratuni v 9. století.
Nejvýznamnější stavbou v Bagaranu je kostel svatého Theodora, který byl postaven v letech 914–918 n. l. Je to unikátní centrální stavba se čtyřmi volně stojícími středovými pilíři. Její centrální kopule se stala charakteristickým rysem arménské (stejně jako gruzínské) architektury. Ruiny kostela existovaly ještě v 19. století, ale nyní jsou téměř úplně zničeny, stejně jako celé městečko.

## Lokalita

Turecko, provincie Kars vyznačena červenou barvou

Ruiny Bagaranu se nacházejí ve východoturecké provincii Kars na hranici s Arménií, která je tvořena řekou Achurjan a jejím přítokem řekou Araks. Jsou v nadmořské výšce 1968 metrů. Strmá cesta po jižním svahu je jediným přístupem do města, které leželo na skalnaté náhorní plošině.

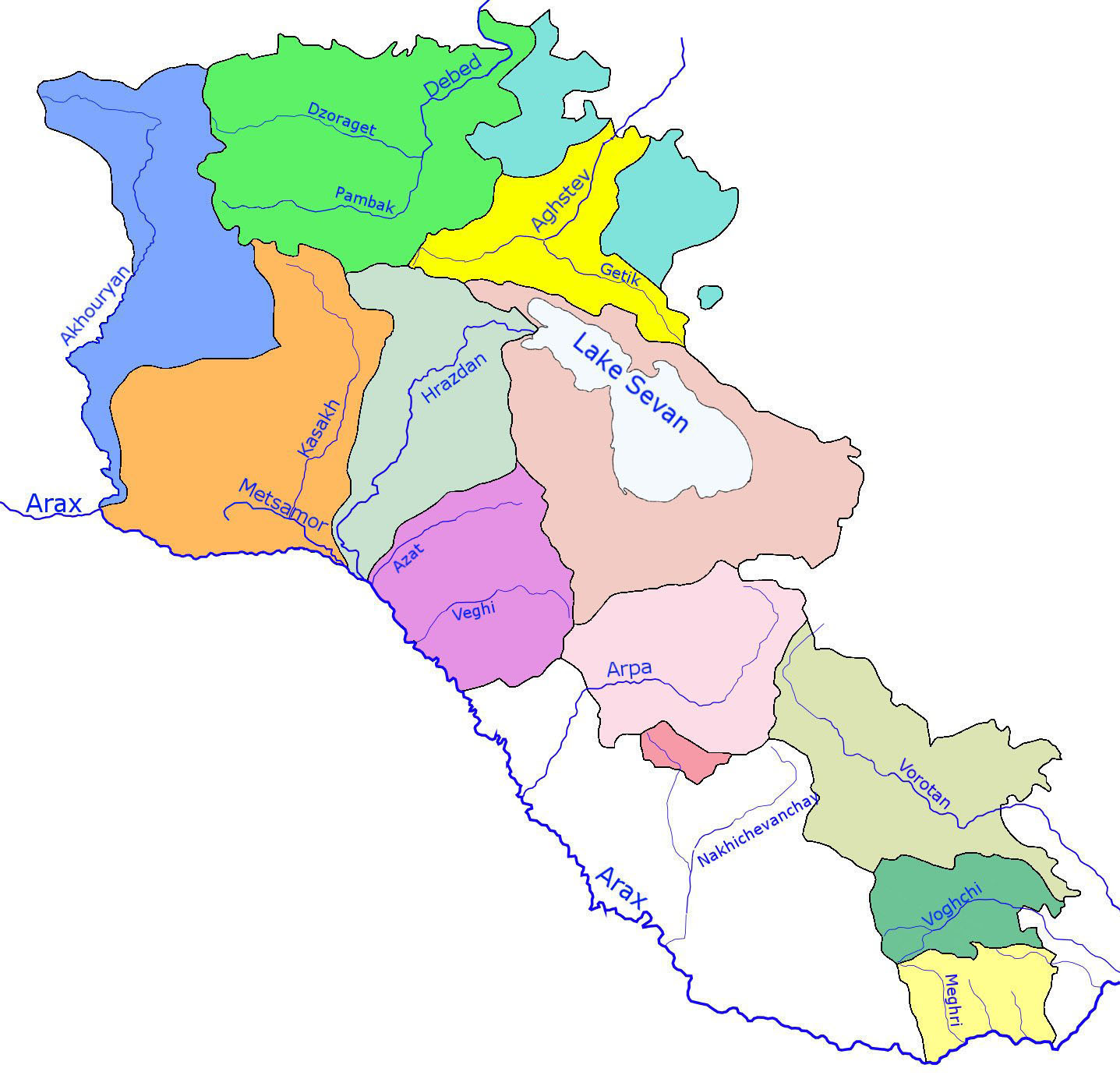
Řeky v Arménii, na severozápadě na soutoku řek Achurjan (Akhouryan) a Araks (Arax) ležel Bagaran

Arménie, provincie Armavir vyznačena tmavě béžovou barvou

Na počátku 20. století zde ještě byla arménská vesnice bohatá na zahrady a ovoce s asi 800 obyvateli. Po zániku krátce trvající Arménské demokratické republiky na konci roku 1920 turecká vojska obsadila oblast během turecko-arménské války. Zbývající Arméni byli nuceni uprchnout na východní stranu řeky do Arménie. Zde na východním břehu řeky Akhurjan v arménské provincii Armavir založili novou vesnici Bagaraň (v roce 1968 název potvrzen). Mnoho jejích obyvatel pochází z turecké strany. Tato arménská vesnice měla při sčítání lidu v roce 2001 pouze 652 obyvatel.

## Historie
Bagaran byl jedním ze šesti středověkých hlavních měst Arménie, spolu s Armavirem, Džerwandašatem, Artašatou, Dvinem a Ani. Jeho jméno se skládá ze slov bagin (oltář) a -aran (místo).
Podle arménského historika Movsese Khorenatsiho byl Bagaran založen ve třetím století př. n. l. arménským králem Orontesem IV. (Jerwanda), který vládl v letech 212 až 200 př. n. l. Město se rychle stalo náboženským centrem Arménie a nahradilo tak Armavir, odkud byly převezeny sochy bohů a umístěny zde na oltář. Byly to především sochy Anahity (bohyně matka, patronka) a Tira (bůh věštírny, bůh moudrosti a písma). Orontes zde jmenoval svého bratra Eruaze veleknězem a nechal vysadit posvátný les (arménsky t'sendots antar, česky novorozený les). V posvátném lese se konaly rituály a kněží prý praktikovali věštění založené na šustění listí.
Po pádu Orontské dynastie a vzestupu dynastie Artaxiad v roce 176 př. n. l. přestěhoval král Artaxias I. všechny pohanské památky z Bagaranu do svého nově vybudovaného hlavního města Artašatu. V době svého rozkvětu se Artaxidská říše rozšířila na jih a západ za hranice Velké Arménie. Bagaran zůstal i nadále důležitým kultovním centrem starověkých zoroastriánských bohů až do christianizace na počátku 4. století.
Během druhé poloviny šestého století se Bagaran spolu s celým kantonem Aršarunik stal majetkem knížat z Kamsarakanu. V letech 624 až 631 zde postavili kostel svatého Theodora a ten se stal jednou z hlavních dominant Bagaranu.
V osmém století převzala vládu nad městem dynastie Bagratuni (884–1045). V roce 895, po založení Arménského království, se Bagaran stal hlavním městem nezávislé Arménie pod vládou krále Ašota I. Mnoho členů dynastie Bagratuni (včetně Ašota I.) bylo pohřbeno v Bagaranu. Jeho nástupce král Smbat I. přesunul v roce 890 hlavní město Bagaran do Širakavanu. Bagaran se tak stal pouze prosperující obchodní stanicí na cestě z Ani na západ.
V roce 1045 byl Bagaran spolu s arménským hlavním městem Ani napaden Byzantinci. V roce 1064 bylo město napadeno a těžce zničeno seldžuckými Turky. Během dvanáctého století převzali vládu nad Bagaranem šáh-Armeni. V roce 1211 byl Bagaran krátce ovládán arménskými knížaty Zakaridy. V roce 1236 byl Bagaran, stejně jako celá Arménie, dobyt Mongoly a v roce 1394 armáda Tamerlána (také Timur Lenk) město zcela zničila. Bagaran tak definitivně ztratil svůj význam.

## Kostel svatého Theodora

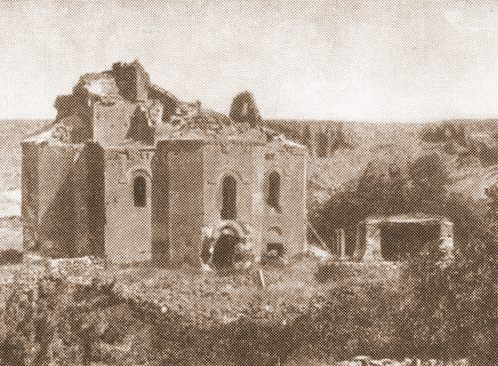
Kostel svatého Theodora z let 624–631 n. l.

Až do počátku 20. století patřily k historickému Bagaranu zbytky okolních hradeb, palác postavený Ašotem I., kostely a další obytné budovy. Kromě kostela svatého Theodora, který byl postaven v letech 624 až 631 na jihu města, se na severu nacházel kostel svatého Jiří a další dva kostely. Jejich zbytky jsou dnes na arménské straně. Hrobka dynastie Bagratuni se nacházela vedle kostela svatého Theodora. Až do svého zničení kolem roku 1920 byly stěny přízemí z velké části neporušené, horní patro bylo částečně zachováno a chyběla pouze kopule.
Kostel svatého Theodora patří mezi nejstarší dochované arménské centrální budovy se čtyřmi lasturami, které se paprskovitě rozbíhají ze čtvercové struktury do čtyř světových stran. Budova byla zakryta kopulí s tamburem uprostřed. Centrální kopule se stala charakteristickým rysem arménské (stejně jako gruzínské) architektury.
Podle arménské tradice je kopulovitý klenutý a vzestupný střed kostelů založen na vizi svatého Řehoře, který přišel z Kappadokie na počátku 4. století a přinesl do Arménie křesťanství. Podle arménského historika Josepha Orbeliho byl kostel svatého Theodora jedním z nejvýznamnějších příkladů raně středověké arménské architektury. Před rokem 1920 byl z velké části neporušený, ale nyní je téměř zcela zničen.

## Současnost
Na počátku dvacátého století se poblíž místa starověkého Bagaranu nacházela vesnice obydlená Armény s populací něco málo přes 300 obyvatel. V roce 1920 bylo v důsledku arménské genocidy území Arménské republiky ležící západně od řeky Akhurjan obsazeno Tureckem. Malá skupina arménských přeživších z Bagaranu překročila řeku a založila moderní vesnici Bagaraň v rámci arménské SSSR, pouhých 8 km jižně od místa starověkého města Bagaran.